# 天主教费尔莫总教区
天主教费尔莫总教区是罗马天主教在意大利中部马尔凯大区设立的一个总教区，主教座堂设在费尔莫。2004年，教区有269,953名受洗教友。
费尔莫教省包括若干附属教区：天主教卡美日诺-圣塞韦里诺马尔凯总教区、天主教阿斯科利皮切诺教区、天主教马切拉塔-Tolentino-雷卡纳蒂-Cingoli-Treia教区，以及天主教圣贝内代托-Ripatransone-Montalto教区。